# Pär Lindholm
Pär Lindholm, född 5 oktober 1991 i Kusmark i Kågedalens församling, är en svensk professionell ishockeyspelare som från och med säsongen 2022/2023 spelar för Skellefteå AIK i SHL.
Han har tidigare spelat för Winnipeg Jets och Toronto Maple Leafs i NHL och för Skellefteå AIK i SHL och Karlskrona HK och IF Sundsvall Hockey i Hockeyallsvenskan, Piteå HC i Hockeyettan samt Ak Bars Kazan i KHL.

## Spelarkarriär

### NHL

#### Toronto Maple Leafs
Lindholm blev aldrig draftad av något NHL-lag, men skrev den 17 maj 2018 ett ettårskontrakt värt 1,775 miljoner dollar med Toronto Maple Leafs.

#### Winnipeg Jets
Den 25 februari 2019 tradades han till Winnipeg Jets i utbyte mot Nic Petan.

## Klubbar
- Skellefteå AIK J20, J20 Superelit (2008/2009 - 2010/2011)
- Skellefteå AIK, Elitserien (2009/2010 - 2010/2011)
- IF Sundsvall Hockey, Allsvenskan (2010/2011 - 2011/2012) (lån)
- Piteå HC, Hockeyettan (2012/2013)
- Karlskrona HK, Allsvenskan (2013/2014)
- Skellefteå AIK, SHL (2014/2015 - 2017/2018)
- Toronto Maple Leafs, NHL (2018/2019)
- Winnipeg Jets, NHL (2018/2019)
- Boston Bruins, NHL (2019/2020 - 2020/2021)
- Skellefteå AIK, SHL (2020/2021)
- Ak Bars Kazan, KHL (2021/2022)
- Skellefteå AIK, SHL (2022/2023)